# Lista över skådespelare i Simpsons

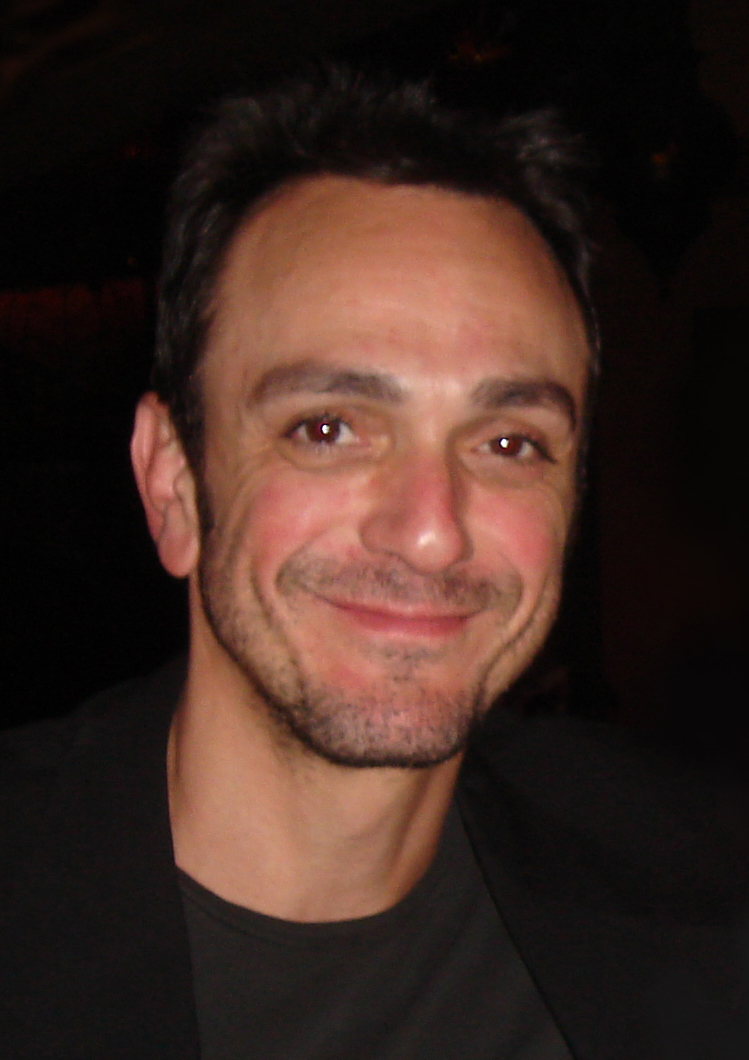
Hank Azaria har varit en del av Simpsons vanliga skådespelare sedan den andra säsongen.

Det här är en komplett lista över röstskådespelare från den amerikanska tecknade komediserien The Simpsons. Alla skådespelarna har spelat ett flertal bakgrunds-karaktärer, men endast de märkvärda karaktärerna som skådespelarna har spelat är listade. Karaktärer från The Simpsons Movie är inte inkluderade.
Huvudskådespelarna är Dan Castellaneta, Julie Kavner, Nancy Cartwright, Yeardley Smith, Hank Azaria och Harry Shearer. Castellaneta och Kavner blev frågade att spela Homer och Marge Simpson eftersom de jobbade på The Tracey Ullman Show där The Simpsons shorts skulle visas. Cartwright gick på audition för att spela Lisa, men tyckte att hennes röst var bättre passad åt Bart, och hon fick rollen. Smith fick spela rösten åt Lisa istället. När Simpsons skulle bli en egen 20-minutersserie, gick Shearer med som skådespelare och spelade upp en hel del roller. Groening och Sam Simon frågade Shearer att börja eftersom de var fans av hans radioprogram. Azaria var bara en supportcast i den första och andra säsongen men blev permanent i den tredje säsongen. Han gjorde debut i avsnittet "Some Enchanted Evening", där han gjorde om Christopher Collins repliker för Moe Szyslak. När han senare gick med som skådespelare, Groening kallar fortfarande Azaria för "nya killen." Tress MacNeille, Pamela Hayden, Maggie Roswell, Russi Taylor, Marcia Mitzman Gaven och Karl Wiedergott har varit med som "supporting cast". Återkommande gästskådespelare som Albert Brooks, Marcia Wallace, Phil Hartman, Jon Lovitz, Joe Mantegna och Kelsey Grammer.
Ända till 1998, blev de sex skådespelarna betalda $30 000 per avsnitt. 1998 var de med i ett betalningsbråk då Fox hotade med att ersätta dem med nya skådespelare och gick så långt att de var förbereda att hitta nya röstskådespelare. Men problemet var snart löst och från 1998 till 2004, blev de betalda $125 000 per avsnitt. 2004 hoppade skådespelarna medvetet över flera "table reads", för att de skulle bli betalda $360 000 per avsnitt. Strejken löste sig en månad senare och blev då betalda något mellan $250 000 och $360 000 per avsnitt.2008, under productionen för den tjugonde säsongen blev det andra avstanningar på grund av att nya avtalsförhandlingar med skådespelarna, som ville ha "a healthy bump" i lön till ett belopp nära $500 000 per avsnitt. Tvisten var snart löst, och skådespelarnas lön höjdes till $400 000 per avsnitt. Inför säsong 24 vill Fox sänka deras löner med 45 procent då seriens tittarsiffror har sjunkit så den är mindre lönsam men skådespelarna är enbart villiga att sänka med 30 procent. Tvisten är inte löst i början av oktober 2011.
Med ett undantag, listades endast röstskådespelarna i eftertexterna, och inte karaktärerna de spelade. Både Fox och produktionsbesättningen ville behålla sina identiteter hemliga i de första säsongerna och därmed lades idén med att ha bilder från inspelningarna i eftertexterna ned. Men man avslöjade så småningom vilken skådespelare som hade vilken karaktär i avsnittet "Old Money", eftersom producenterna sade att skådespelarna skulle få kritik för sitt arbete. Med undantag av Shearer, har alla skådespelarna fått en Emmy Award för "Outstanding Voice-Over Performance". Azaria och Castellaneta har vunnit tre var, medan Kavner, Cartwright, Smith, Wallace, Grammer och gästskådespelaren Jackie Mason har vunnit en var.

## Vanliga skådespelare

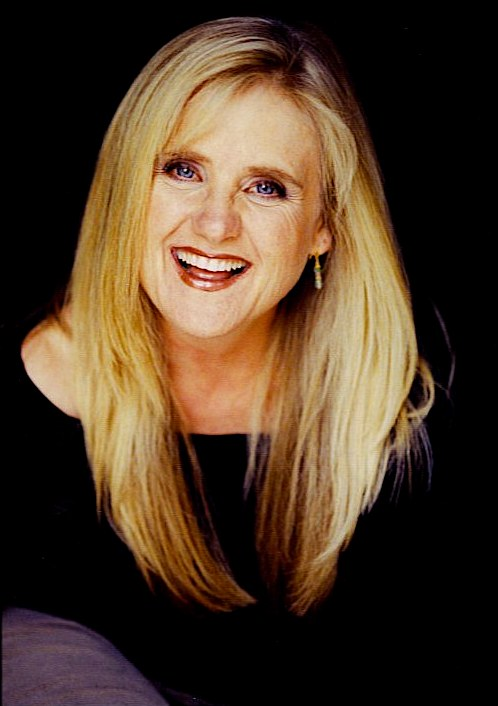
Nancy Cartwright är mest känd för att spela Bart Simpson.

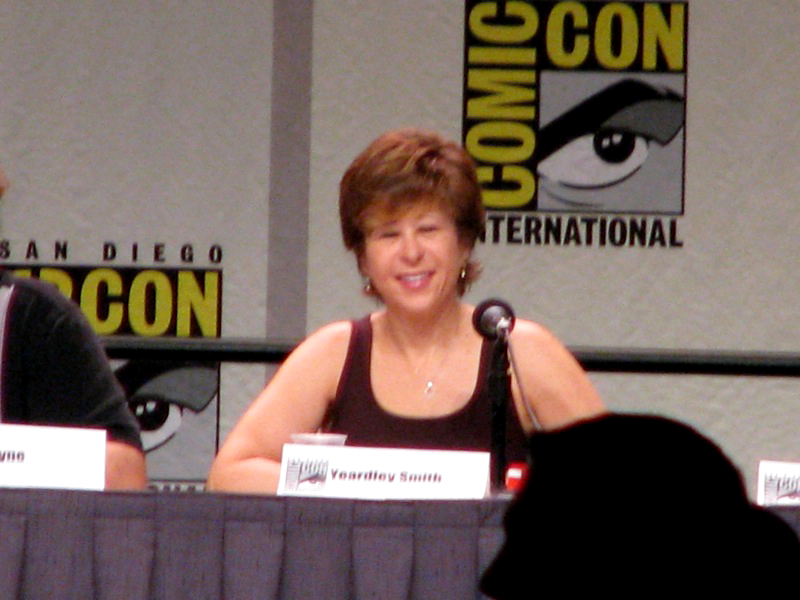
Yeardley Smith spelar endast Lisa Simpson.

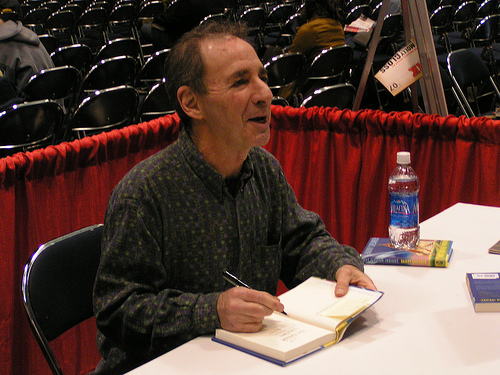
Harry Shearer är den enda av de huvudskådespelarna som inte har vunnit en Emmy Award for Outstanding Voice-Over Performance.

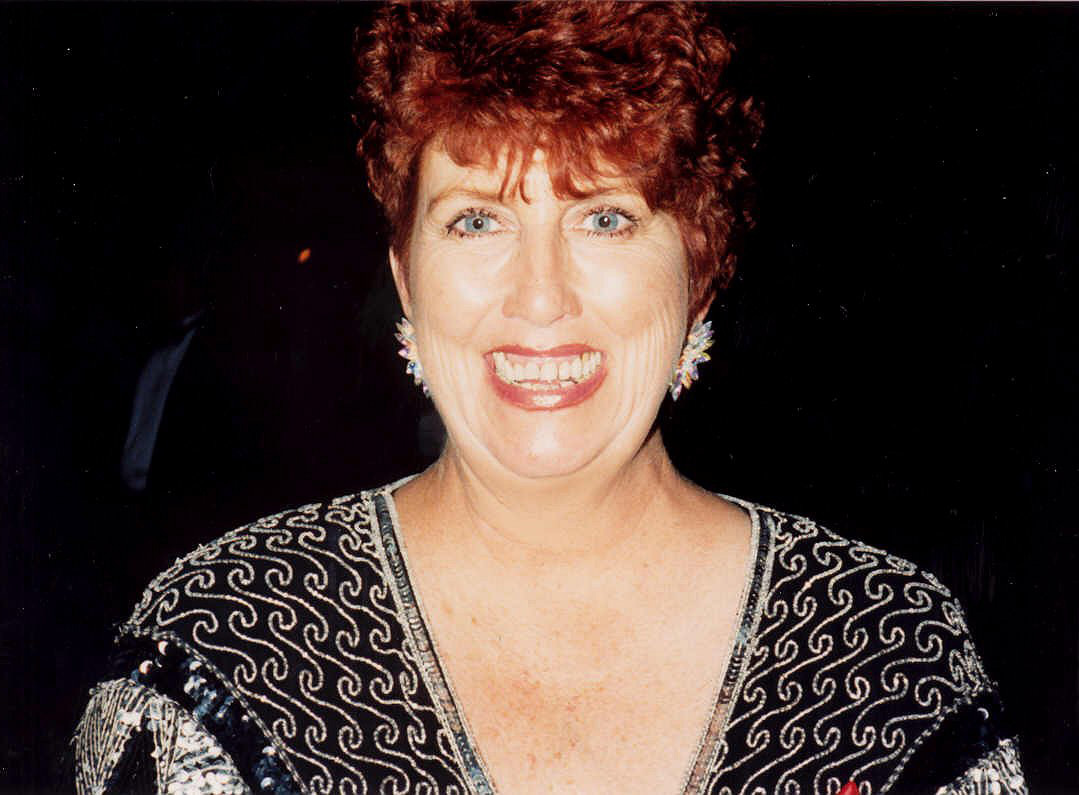
Marcia Wallace spelade vanligtvis Edna Krabappel.

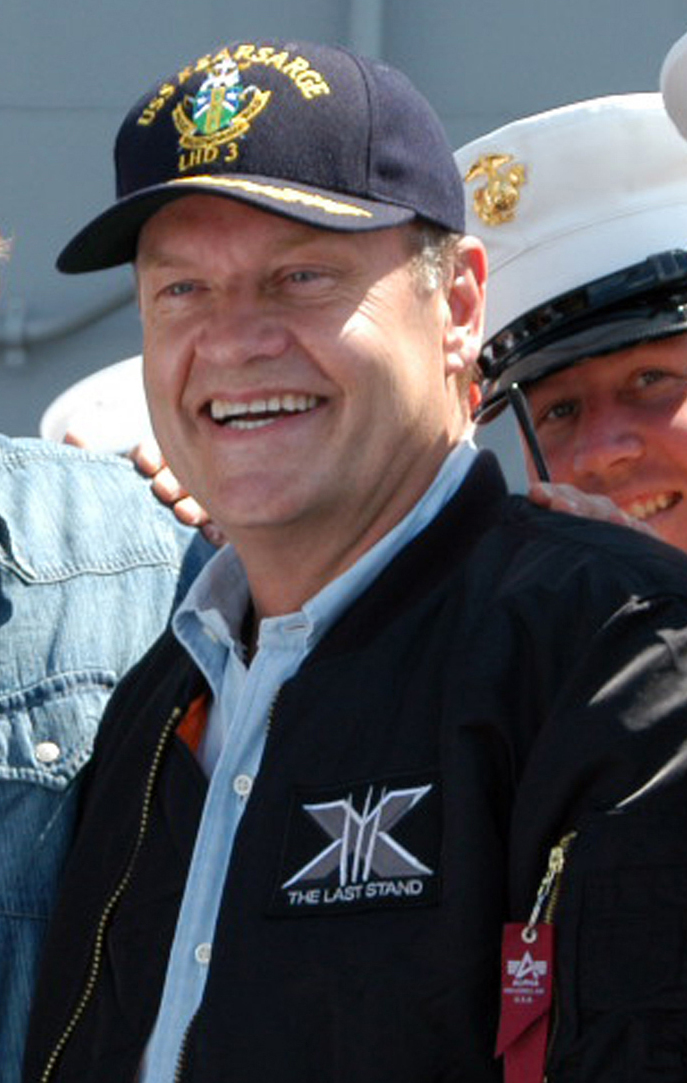
Kelsey Grammer spelar Sideshow Bob.

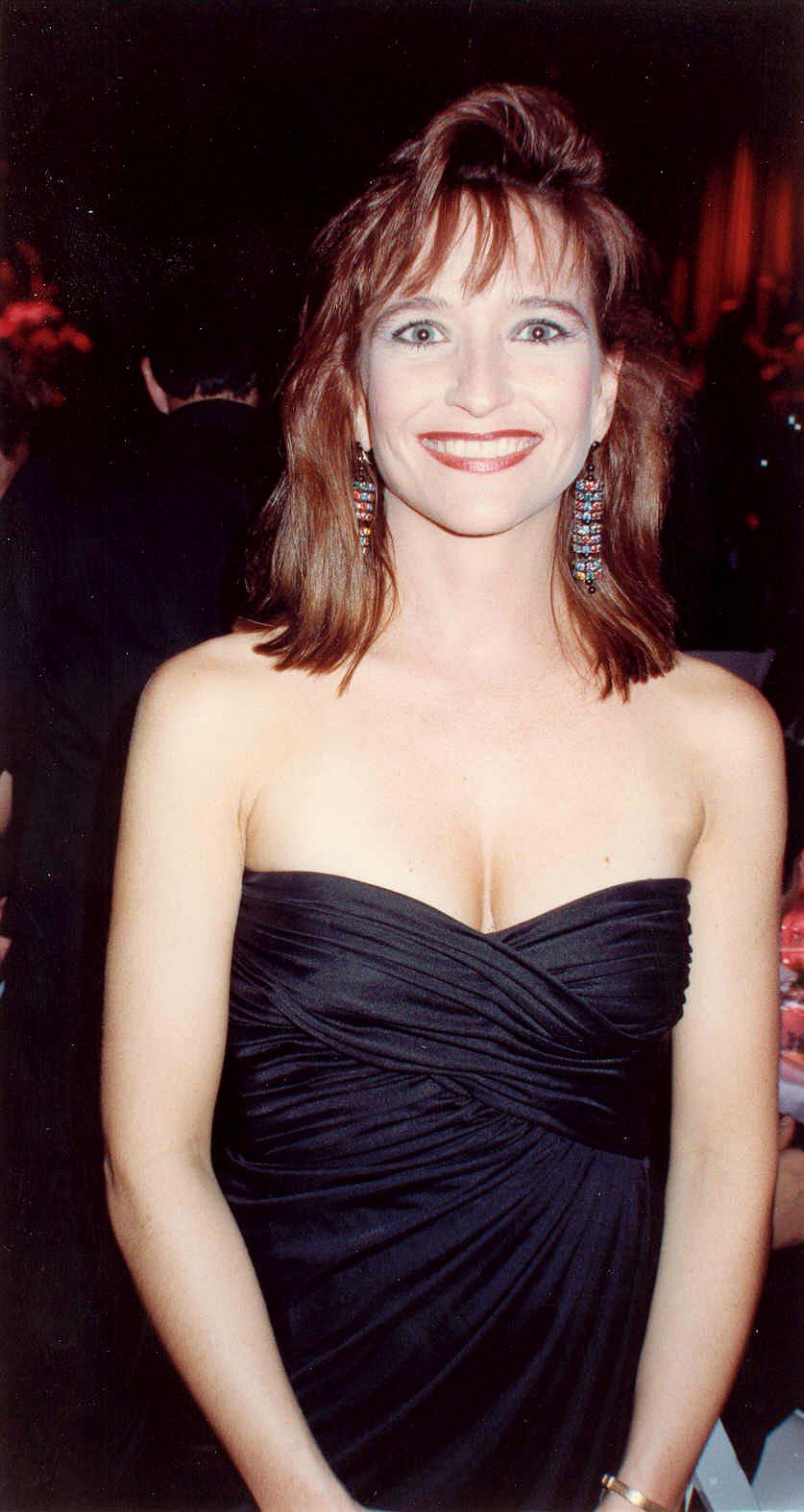
Jan Hooks spelar Manjula Nahasapeemapetilon.

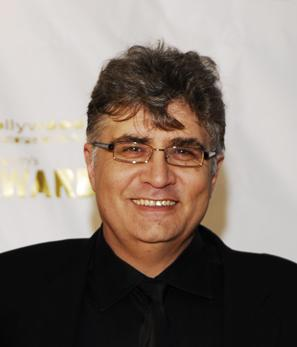
Maurice LaMarche spelar många olika småroller.

| Skådespelare     | Karaktärer                         |
| ---------------- | ---------------------------------- |
| Dan Castellaneta | Homer Simpson                      |
| Dan Castellaneta | Abraham Simpson                    |
| Dan Castellaneta | Krusty the Clown                   |
| Dan Castellaneta | Barney Gumble                      |
| Dan Castellaneta | Groundskeeper Willie               |
| Dan Castellaneta | Mayor Quimby                       |
| Dan Castellaneta | Hans Moleman                       |
| Dan Castellaneta | Sideshow Mel                       |
| Dan Castellaneta | Itchy                              |
| Dan Castellaneta | Kodos                              |
| Dan Castellaneta | Gil Gunderson                      |
| Dan Castellaneta | Squeaky Voiced Teen                |
| Dan Castellaneta | Blue-Haired Lawyer                 |
| Dan Castellaneta | Rich Texan                         |
| Dan Castellaneta | Louie                              |
| Dan Castellaneta | Bill                               |
| Dan Castellaneta | Arnie Pie                          |
| Dan Castellaneta | Mr. Teeny                          |
| Dan Castellaneta | The Yes-Guy                        |
| Dan Castellaneta | Scott Christian                    |
| Dan Castellaneta | Assistant Superintendent Leopold   |
| Dan Castellaneta | Rabbi Krustofski                   |
| Dan Castellaneta | Charlie                            |
| Dan Castellaneta | Gary                               |
| Dan Castellaneta | Santa's Little Helper              |
| Dan Castellaneta | Frankie the Squealer               |
| Julie Kavner     | Marge Simpson                      |
| Julie Kavner     | Patty Bouvier                      |
| Julie Kavner     | Selma Bouvier                      |
| Julie Kavner     | Jacqueline Bouvier (Simpsons)      |
| Nancy Cartwright | Bart Simpson                       |
| Nancy Cartwright | Nelson Muntz                       |
| Nancy Cartwright | Rod och Todd Flanders              |
| Nancy Cartwright | Ralph Wiggum                       |
| Nancy Cartwright | Kearney (Simpsons)                 |
| Nancy Cartwright | Database                           |
| Nancy Cartwright | Wendell Borton                     |
| Nancy Cartwright | Lewis                              |
| Yeardley Smith   | Lisa Simpson                       |
| Hank Azaria      | Apu Nahasapeemapetilon             |
| Hank Azaria      | Moe Szyslak                        |
| Hank Azaria      | Clancy Wiggum                      |
| Hank Azaria      | Comic Book Guy                     |
| Hank Azaria      | Lou                                |
| Hank Azaria      | Carl Carlson                       |
| Hank Azaria      | Dr. Nick Riviera                   |
| Hank Azaria      | Snake Jailbird                     |
| Hank Azaria      | Professor Frink                    |
| Hank Azaria      | Kirk Van Houten                    |
| Hank Azaria      | Luigi Risotto                      |
| Hank Azaria      | Bumblebee Man                      |
| Hank Azaria      | Horatio McCallister                |
| Hank Azaria      | Superintendent Chalmers            |
| Hank Azaria      | Cletus Spuckler                    |
| Hank Azaria      | Disco Stu                          |
| Hank Azaria      | Duffman                            |
| Hank Azaria      | Old Jewish Man                     |
| Hank Azaria      | Drederick Tatum                    |
| Hank Azaria      | Legs                               |
| Hank Azaria      | Raphael Wiseguy                    |
| Hank Azaria      | Akira                              |
| Hank Azaria      | Doug                               |
| Hank Azaria      | Johnny Tightlips                   |
| Harry Shearer    | Montgomery Burns                   |
| Harry Shearer    | Waylon Smithers                    |
| Harry Shearer    | Ned Flanders                       |
| Harry Shearer    | Seymour Skinner                    |
| Harry Shearer    | Otto Mann                          |
| Harry Shearer    | Lenny Leonard                      |
| Harry Shearer    | Reverend Timothy Lovejoy           |
| Harry Shearer    | Julius Hibbert                     |
| Harry Shearer    | Kent Brockman                      |
| Harry Shearer    | Jasper Beardley                    |
| Harry Shearer    | Eddie                              |
| Harry Shearer    | Rainier Wolfcastle                 |
| Harry Shearer    | Scratchy                           |
| Harry Shearer    | Marty                              |
| Harry Shearer    | Dr. Marvin Monroe                  |
| Harry Shearer    | Kang                               |
| Harry Shearer    | Herman                             |
| Harry Shearer    | Dewey Largo                        |
| Harry Shearer    | Judge Snyder                       |
| Harry Shearer    | Sanjay Nahasapeemapetilon          |
| Harry Shearer    | Benjamin                           |
| Harry Shearer    | Jebediah Springfield               |
| Harry Shearer    | Gud                                |
| Tress MacNeille  | Agnes Skinner                      |
| Tress MacNeille  | Lindsey Naegle                     |
| Tress MacNeille  | Brandine Spuckler                  |
| Tress MacNeille  | Cookie Kwan                        |
| Tress MacNeille  | Eleanor Abernathy                  |
| Tress MacNeille  | Bernice Hibbert                    |
| Tress MacNeille  | Dolph Starbeam                     |
| Tress MacNeille  | Mrs. Glick                         |
| Tress MacNeille  | Poor Violet                        |
| Tress MacNeille  | Lunchlady Doris                    |
| Tress MacNeille  | Ms. Albright                       |
| Tress MacNeille  | Brunella Pommelhorst               |
| Pamela Hayden    | Milhouse Van Houten                |
| Pamela Hayden    | Rod Flanders                       |
| Pamela Hayden    | Jimbo Jones                        |
| Pamela Hayden    | Janey Hagstrom                     |
| Pamela Hayden    | Sarah Wiggum                       |
| Pamela Hayden    | Malibu Stacy                       |
| Pamela Hayden    | Patches                            |
| Pamela Hayden    | Ruth Powers                        |
| Pamela Hayden    | Wendell Borton                     |
| Pamela Hayden    | Lewis                              |
| Pamela Hayden    | Richard                            |
| Maggie Roswell   | Maude Flanders                     |
| Maggie Roswell   | Helen Lovejoy                      |
| Maggie Roswell   | Elizabeth Hoover                   |
| Maggie Roswell   | Luann Van Houten                   |
| Maggie Roswell   | Princess Kashmir AKA Shauna Tifton |
| Maggie Roswell   | Mary Bailey                        |
| Russi Taylor     | Martin Prince                      |
| Russi Taylor     | Üter Zörker                        |
| Russi Taylor     | Sherri och Terri                   |
| Russi Taylor     | Wendell Borton                     |
| Russi Taylor     | Lewis                              |
| Karl Wiedergott  | Varierande                         |

## Återkommande gästskådespelare
| Skådespelare     | Karaktärer | Information                                                                       |
| ---------------- | --- | --------------------------------------------------------------------------------- |
| Kelsey Grammer   | Sideshow Bob | Grammer gästade Simpsons 1990.                                                    |
| Joe Mantegna     | Fat Tony | Mantegna har återkommit sedan 1991.                                               |
| Albert Brooks    | Hank Scorpio, Jacques Brunswick, Cowboy Bob, Brad Goodman, Tab Spangler.                                                    | Brooks har gästat som många en-gångs karaktärer i ett flertal avsnitt sedan 1990. |
| Jon Lovitz       | Artie Ziff, Professor Lombardo, Aristotle Amadopoulos, Jay Sherman, Llewellyn Sinclair och Mrs. Sinclair, Enrico Irritazio. | Lovitz har gästat i ett flertal avsnitt sedan 1991.                               |
| Jan Hooks        | Manjula Nahasapeemapetilon                                                                                                  | Hooks har spelat Manjula sedan 1997.                                              |
| Maurice LaMarche | Varierande | LaMarche har spelat en mängd småroller sedan 1995.                                |
| Jane Kaczmarek   | Judge Constance Harm | Kaczmarek har spelat Domare Harm sedan 2001.                                      |

## Avgångna skådespelare
| Skådespelare         | Karaktärer                                                                  | Information |
| -------------------- | --------------------------------------------------------------------------- | --- |
| Doris Grau           | Lunchlady Doris                                                             | Hon spelade henne mellan 1989 och 1995, sedan pensionerades Lunchlady Doris eftersom Grau dog. |
| Phil Hartman         | Troy McClure, Lionel Hutz                                                   | Han spelade dem mellan 1991 och 1998, då karaktärerna pensionerades eftersom Hartman blev mördad. |
| Frank Welker         | Santa's Little Helper, Snowball II och flera andra djur.                    | Han spelade dem mellan 1991 and 2002, men har inte varit med sedan avsnittet "The Lastest Gun in the West". Dan Castellaneta har nu tagit över rösterna, han har efterfrågat en löneförhöjning eftersom rösten skadade hans hals. |
| Marcia Mitzman Gaven | Maude Flanders, Helen Lovejoy, Elizabeth Hoover                             | Hon röstade Maggie Roswells karaktärer mellan 1999 och 2002, eftersom Rowell hade slutat. |
| Jo Ann Harris        | Varierande                                                                  | Harris var med mellan 1989 och 1992, men har inte varit med sen dess. |
| Christopher Collins  | Moe Syszlak, Mr. Burns, presentatören av America's Most Armed and Dangerous | Collins spelade Mr. Burns och Moe i många avsnitt från säsong ett, men rollerna blev ersatta av Harry Shearer och Hank Azaria. Collins dog 1994.                                                                                  |
| Marcia Wallace       | Edna Krabappel                                                              | Wallace stod alltid som en gästskådespelare i eftertexterna, trots att hon återkom i mer än 100 avsnitt sedan första gången. Wallace dog 2013                                                                                     |

## Supporting cast
Listan nedan innehåller skådespelarna som har krediterats som "Supporting cast" under säsong 1-22.
Röstskådespel med A. Brooks, Ron Taylor och Frank Welker från säsong sex räknas som gästskådspel förutom Frank Welker medverkan i säsong sju. Från säsong tre räknas Hank Azaria som en fast röstskådespelare. Dennis Bailey, Marscha Watwerbury, Ron Brooks, Tito Puente and His Latin Jazz Ensemble och Trish Doolan har medverkat som featuring. Amick Byram, Bob Joyce, The Dapper Dans, James Gilstrap,Marie Cain, Mark Campbell, Michael Dees, Oren Waters, Rick Logan och Sally Stevens har medverkat som "Additional Vocal".
| Skådespelare         | Säsong | Säsong | Säsong | Säsong | Säsong | Säsong | Säsong | Säsong | Säsong | Säsong | Säsong | Säsong | Säsong | Säsong | Säsong | Säsong | Säsong | Säsong | Säsong | Säsong | Säsong | Säsong |
| Skådespelare         | 1      | 2      | 3      | 4      | 5      | 6      | 7      | 8      | 9      | 10     | 11     | 12     | 13     | 14     | 15     | 16     | 17     | 18     | 19     | 20     | 21     | 22     |
| -------------------- | ------ | ------ | ------ | ------ | ------ | ------ | ------ | ------ | ------ | ------ | ------ | ------ | ------ | ------ | ------ | ------ | ------ | ------ | ------ | ------ | ------ | ------ |
| A. Brooks            | 2      |        |        |        | 1      |        |        |        |        |        |        |        |        |        |        |        |        |        |        |        |        |        |
| Chris Edgerly        |        |        |        |        |        |        |        |        |        |        |        |        |        |        |        |        |        |        |        |        |        | 12     |
| Christian Coffinet   | 1      |        |        |        |        |        |        |        |        |        |        |        |        |        |        |        |        |        |        |        |        |        |
| Christopher Collins  | 2      |        |        |        |        |        |        |        |        |        |        |        |        |        |        |        |        |        |        |        |        |        |
| Dana Gould           |        |        |        |        |        |        |        |        |        |        |        |        | 1      |        |        | 1      |        | 1      |        |        |        |        |
| Daryl L. Coley       |        | 1      |        |        |        |        |        |        |        |        |        |        |        |        |        |        |        |        |        |        |        |        |
| Denice Kumagai       |        |        |        |        |        |        |        | 1      |        | 1      |        |        |        |        |        |        |        |        |        |        |        |        |
| Diana Tanaka         |        | 1      |        |        |        |        |        |        |        |        |        |        |        |        |        |        |        |        |        |        |        |        |
| Doris Grau           |        | 1      | 3      | 6      | 1      | 6      | 3      |        | 1      |        |        |        |        |        |        |        |        |        |        |        |        |        |
| Gedde Watanabe       |        |        |        |        |        |        |        |        |        | 1      |        |        |        |        |        |        |        |        |        |        |        |        |
| Greg Berg            |        | 1      |        |        |        |        |        |        |        |        |        |        |        |        |        |        |        |        |        |        |        |        |
| Greg Berger          |        |        |        |        |        |        |        |        |        |        |        |        |        |        |        |        |        |        |        |        |        | 1      |
| Frank Welker         |        | 1      | 2      |        | 2      |        | 1      |        |        |        |        |        |        |        |        |        |        |        |        |        |        |        |
| Hank Azaria          | 9      | 16     |        |        |        |        |        |        |        |        |        |        |        |        |        |        |        |        |        |        |        |        |
| Henry Corden         |        |        |        |        |        | 1      |        |        |        |        |        |        |        |        |        |        |        |        |        |        |        |        |
| Jack Ong             |        |        |        |        |        |        |        |        | 1      |        |        |        |        |        |        |        |        |        |        |        |        |        |
| Jess Harnell         |        |        |        |        |        |        |        |        |        |        |        |        | 1      |        |        |        |        |        |        |        |        |        |
| Jim Cummings         |        |        |        |        |        |        |        |        |        |        | 1      |        |        |        |        |        |        |        |        |        |        |        |
| Jim Lau              |        |        |        |        |        |        |        | 1      |        |        |        |        |        |        |        |        |        |        |        |        |        |        |
| Jo Ann Harris        | 4      | 2      | 4      | 1      |        |        |        |        |        |        |        |        |        |        |        |        |        |        |        |        |        |        |
| Joey Miyashima       |        | 1      |        |        |        |        |        |        |        |        |        |        |        |        |        |        |        |        |        |        |        |        |
| John Kassir          |        |        |        |        |        |        |        |        |        | 1      |        |        | 1      | 1      |        |        |        |        |        |        |        |        |
| June Foray           | 1      |        |        |        |        |        |        |        |        |        |        |        |        |        |        |        |        |        |        |        |        |        |
| Karen Maruyama       |        |        |        |        |        |        |        | 1      |        | 1      |        |        |        |        |        |        |        |        |        |        |        |        |
| Karl Wiedergott      |        |        |        |        |        |        |        |        |        | 14     | 18     | 20     | 22     | 22     | 22     | 21     | 22     | 22     | 20     | 21     | 23     | 7      |
| Ken Levine           |        | 1      |        |        |        |        |        |        |        |        |        |        |        |        |        |        |        |        |        |        |        |        |
| Keone Young          |        |        |        |        |        |        |        |        |        | 1      |        |        |        |        |        |        |        |        |        |        |        |        |
| Kipp Lennon          |        |        | 1      |        |        |        |        |        |        |        |        |        |        |        |        |        |        |        |        |        |        |        |
| Larina Jean Adamson  |        |        |        |        |        |        |        |        |        |        |        |        |        |        |        |        |        | 1      |        |        |        |        |
| Larry McKay          |        |        | 1      |        |        |        |        |        |        |        |        |        |        |        |        |        |        |        |        |        |        |        |
| Lona Williams        |        |        | 1      | 2      |        |        |        |        |        |        |        |        |        |        |        |        |        |        |        |        |        |        |
| Maggie Roswell       | 4      | 12     | 14     | 12     | 11     | 14     | 13     | 12     | 14     | 15     | 4      |        |        | 3      | 4      | 1      | 4      | 8      | 3      | 7      | 10     | 5      |
| Marcia Mitzman Gaven |        |        |        |        |        |        |        |        |        |        | 4      | 3      | 3      | 1      |        |        |        |        |        |        |        |        |
| Marcia Willmore      |        |        |        |        |        |        |        |        |        |        | 1      |        |        |        |        |        |        |        |        |        |        |        |
| Meher Tatna          |        |        |        |        |        |        |        |        |        |        |        |        |        |        |        |        | 1      |        |        |        |        |        |
| Michael Carrington   |        |        |        | 1      | 1      | 1      |        |        | 1      |        |        |        |        |        |        |        | 1      |        |        |        |        |        |
| Miriam Flynn         | 1      |        |        |        |        |        |        |        |        |        |        |        |        |        |        |        |        |        |        |        |        |        |
| Pamela Hayden        | 3      | 12     | 13     | 13     | 20     | 23     | 22     | 19     | 22     | 15     | 18     | 19     | 20     | 19     | 20     | 16     | 19     | 21     | 18     | 20     | 23     | 22     |
| Paul McGuiness       |        |        |        |        |        |        |        |        | 1      |        |        |        |        |        |        |        |        |        |        |        |        |        |
| Paul Willson         | 1      |        |        |        |        |        |        |        |        |        |        |        |        |        |        |        |        |        |        |        |        |        |
| Ron Taylor           | 1      |        |        |        |        |        |        |        |        |        |        |        |        |        |        |        |        |        |        |        |        |        |
| Russi Taylor         | 2      | 3      | 7      | 4      | 9      | 6      | 11     | 4      | 6      | 7      | 6      | 4      | 3      | 7      | 4      | 8      | 13     | 12     | 9      | 6      | 10     | 8      |
| Sam McMurray         | 1      |        |        |        |        |        |        |        |        |        |        |        |        |        |        |        |        |        |        |        |        |        |
| Sang Am Lee          |        |        |        |        |        |        |        |        |        |        |        |        |        |        |        |        |        |        | 1      |        |        |        |
| Susan Blu            | 2      |        |        |        |        |        |        |        |        |        |        |        |        |        |        |        |        |        |        |        |        |        |
| Susie Smith          |        |        |        |        |        |        |        |        | 1      |        |        |        |        |        |        |        |        |        |        |        |        |        |
| Terry W. Greene      |        |        |        |        |        |        |        |        |        |        |        |        |        | 1      |        | 1      | 1      |        |        |        |        | 3      |
| Tress MacNeille      | 2      | 2      | 5      | 3      | 1      | 5      | 18     | 17     | 23     | 22     | 22     | 22     | 22     | 22     | 22     | 21     | 22     | 22     | 20     | 21     | 23     | 22     |

## Skådespelare i den svenska versionen av serien
När TV3 startade sändningen av serien 1993 var den dubbad och sändes klockan 18:00, efter klagomål slutade TV3 därför att dubba serien och flyttade den till en mer vuxen tid. TV3 hann sända sex dubbade avsnitt som aldrig kommer att visas offentligt igen. Under den tiden blev Homer spelad av Per Sandborgh och Marge av Lena Ericsson.

## Skådespelare i den svenska versionen av filmen
När The Simpsons: Filmen skulle säljas på DVD gav KM Studio ut en svensk version.
- Anders Byström - Homer Simpson
- Gunilla Orvelius - Marge Simpson
- Annica Smedius - Bart Simpson
- Jenny Wåhlander - Lisa Simpson
- Johan Lindqvist - Ned Flanders